# Видродження (Житомирская область)
Видродження (укр. Відродження) — посёлок, входит в Попельнянский район Житомирской области Украины.
Население по переписи 2001 года составляло 166 человек. Почтовый индекс — 13520. Телефонный код — 4137. Занимает площадь 0,335 км². Код КОАТУУ — 1824788202.

## Местный совет
13520, Житомирська обл., Попільнянський р-н, с.Ходорків, вул.Містечкова,50